# Ron Ayers Classic Cars
Ron Ayers Classic Cars war ein US-amerikanischer Hersteller von Automobilen.

## Unternehmensgeschichte
Ron Ayers leitete das Unternehmen mit Sitz in Simpsonville in South Carolina. 1985 stellte er Automobile und Kit Cars her. Der Markenname lautete Ayers.
Seit 1991 betreibt die Familie Ayers den Fahrzeughandel Classic Cars of South Carolina Inc. in Gray Court im gleichen Bundesstaat.

## Fahrzeuge
Das einzige Modell war die Nachbildung des AC Cobra. Die Türen und die Windschutzscheibe stammten vom MG Midget und die Radaufhängungen vom Ford Mustang II. Die zur Verfügung stehenden Motoren waren nicht so stark wie bei Konkurrenzmodellen. Eine Quelle nennt einen V8-Motor von Ford mit 302 Kubikzoll. Üblich war ein Automatikgetriebe. Somit waren Käufer angesprochen, die mehr Wert auf Alltagstauglichkeit als auf Sportlichkeit legten.